# Туволков, Василий Григорьевич
Василий Григорьевич Туволков (1697—1727) — русский инженер-гидравлик.
В 1714 году семнадцатилетний Туволков в числе других молодых одарённых учеников был отправлен за счёт государства на обучение в Голландию и Францию. Там он пять лет проходил практику на строительство гидротехнических сооружений: каналов, шлюзов, плотин и водяных машин.
Вернувшись в Россию в 1719 году, Туволков был зачислен в штат Адмиралтейств-коллегии, получил звание машиниста, как в то время называли инженеров в области гидротехники. Вскоре указом Петра I Туволков был отослан в Канцелярию городовых дел, ведавшую строительством дворцов и парков в Санкт-Петербурге. В июле 1719 года он построил в Стрельне плотину.
В 1720 году Туволков начал строительство фонтанного водовода в Петергофе. К осени того же года он проложил трассу Ропшинского канала. Канал прокладывали по болотистой местности солдаты ближайших гарнизонов, всего на строительстве ежедневно работало порой более двух тысяч человек. Туволков сумел выбрать наиболее выгодное направление искусственного русла канала, благодаря чему свёл объём земляных работ к минимуму, кроме того, в работах использовались сконструированные им водоотливные машины и землечерпалки. Строительство канала протяжённостью 24 километра было завершено в 1721 году, летом состоялся пробный пуск воды для Большого каскада. Запуск канала обеспечил бесперебойную работу ансамбля фонтанов императорской резиденции.
Пётр I, высоко оценив талант Туволкова, поручил ему разработать проект большого канала из Петергофа до Санкт-Петербурга вдоль побережья Финского залива, но проект не был создан, так как в 1727 году Туволков умер.